# Вузол (одиниця швидкості)

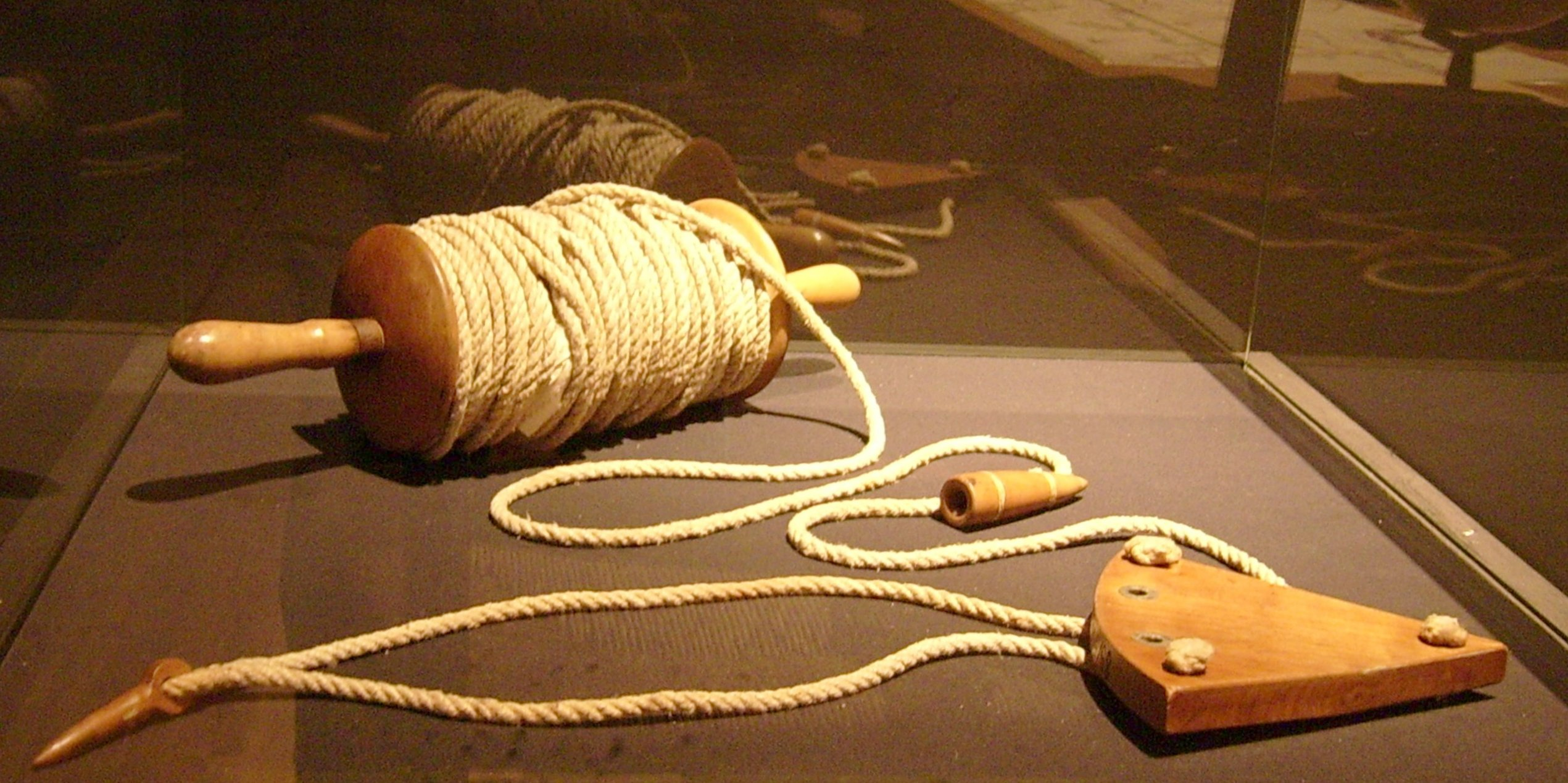
Лаг

Ву́зол — одиниця вимірювання швидкості. Загальноприйняте скорочене англійське написання kt або kn (англ. knots). Дорівнює 1 морській милі за годину. Використовують в усьому світі для цілей мореплавства, навігації та метеорології. Назва походить від вузлів на лагліні, за стравленою довжиною якого визначали швидкість судна.

## Визначення
1 міжнародний вузол = 1 морська миля/година = 1,852 км/год. Вузол оснований на міжнародно узгодженій довжині морської милі, прийнятій у США в 1954 році (де до того використовували американську морську милю 1852,249 м), Великій Британії в 1970 році (де раніше використовували британську або адміралтейську морську милю 1853,184 м) й іншими країнами в різні часи. Це визначення вважають загальноприйнятим і використовують в усіх випадках. Проте, у раніших документах визначення морської милі та, відповідно, вузла дещо відрізнялися.
Вузол іноді помилково вживають замість терміна «морська миля» у фразах на зразок «вузлів за годину», але такий вжиток неправильний: вузол — це одиниця швидкості, а не відстані.
Швидкість судна безпосередньо щодо рідини називається швидкістю судна або, для авіації, швидкістю літака і зазвичай вимірюється у вузлах. Якщо рідина або повітря також рухаються, швидкість відносно землі дещо відрізняється від швидкості судна, але також виражається у вузлах.